# Поликарп Чуклев
Поликарп Попнейков Чуклев, наричан от другарите си Хаджи Дякон, е български свещеник, участник в Априлското въстание от 1876 г.
Поликарп Чуклев е родом от град Панагюрище и е човек с впечатляваща духовна и революционна дейност. Учителства в село Поликраище, село Стрелча и родният си град. Като учител е бил един от най-просветените и образовани граждани, притежател на най-голямата библиотека в бунтовния град. Под предлог, че Пликарп е болен, дошлия Апостол Левски през 1969 г. се представя пред обществеността като кандидат за неговото учителско място. Двамата правят обща среща още няколко пъти в Поликраище и Стрелча. По-късно отец Поликарп реализита идеята на войводата и става съосновател на Народно читалище „Просвещение – 1871“ в Стрелча и на Народно читалище „Искра – 1872“ в село Попинци. Макар и да не са известни причините, поради които той се мести от Панагюрище в Стрелча и отпосле в Попинци, знайно е обаче, че навсякъде продължава своята просветителска мисия.
Революционната деийност отвежда Поликарп Попнейков, в Попинци, където основаното читалище „Искра“ служи за прикритие на революционния комитет, основан от дякон Чуклев и други съзаклятници. През 1876 г. Попнейков е у дома си в Панагюрище заедно с Иван Чардаков. Разгромили защитниците на Маньово бърдо, османлиите започват грабежи по домовете на панагюрци. Болният 65-годишен духовник загива посечен от турски ятаган, а брат му Нейко е оставен да агонизира недоубит.